# Таємниці мудрого рибалки
«Таємниці мудрого рибалки» — радянський науково-популярний фільм 1957 року режисера Леоніда Антонова про риболовлю.

## Сюжет
На зимовій риболовлі на Істрінському водосховищі знайомляться рибалки-любителі, навесні вони рибалять разом, а влітку у відпустках роз'їжджаються по різних куточках країни — кожен по-своєму ловити свою рибу — в цікавій формі розповідається про риболовлю в різні пори року, різними способами.

## У ролях
- Микола Крючков —  Микола Опанасович
- Лідія Корольова —  Ольга Сергіївна
- Григорій Шамшурін —  чоловік Ольги Сергіївни
- А. Некрасов —  син Ольги Сергіївни
- Олександр Юр'єв —  Кузьма Єгорович
- Олександр Баранов —  Василь Іванович
- Олексій Алексєєв —  Іван Гаврилович
- Гавриїл Бєлов —  дядько Костя, лещатники
- Володимир Сілуянов —  юний рибалка
- Леонід Хмара — епізод

У виконанні  Миколи Крючкова звучить «Пісенька рибалки» — музика С. Каца, слова С. Острового.

## Знімальна група
- Режисер — Леонід Антонов
- Сценарист — Володимир Красильщиков
- Оператор — Олег Самуцевич
- Композитор — Сигізмунд Кац
- Художник — Петро Смирнов